# Гемсбок
Вижте пояснителната страница за други значения на Гемсбок.
Гемсбок (Oryx gazella) е голяма африканска антилопа от подсемейство Конски антилопи. Произходът на думата е от нидерландски и означава мъжка дива коза.

## Разпространение
Съществуват два типа антилопи северен и южен. Южният тип се отличава с това, че има черни ресни на ушите, по многоброен е и обитава основно пустинята Калахари. Северните са с по-дълги рога и по-закръглени уши. Срещат се от Кения и Танзания до Замбия и северна Намибия. Основните местообитания включват полупустини и савани с ограничен достъп до вода.

## Описание
Гемсбокът е най-високият и едър представител на ориксите. Мъжките достигат тегло от 230 – 250 kg, а женските 200 – 210 kg. Височината при холката му е 1,20 m, шията му е дебела, а рогата му са дълги и остри, достигащи до 1,5 m. Опашката му наподобява на конска. С изключение на долните части на тялото основният цвят е сивобежов с черна ивица по корема и черни части на крайниците. Муцуната му е черно бяла и наподобява на маска. При опасност развиват скорост от 56 km/h.

## Поведение
Гемсбокът пасе трева, но често изкопава и корени на растения, с които се храни. Хранят се и с плодове. Вода пият рядко поради факта, че покриват нуждите от нея посредством консумираната храна. Женските живеят в стада от по 40 индивида, докато мъжките живеят сами като маркират територия и пазят самките намиращи се на нея.

## Връзки с хората
Гемсбокът е символ на издръжливост и непретенциозност. Той е изобразен и на герба на Намибия. В много райони на той е широко разпространен и днес в Африка популацията му надвишава 300 000 индивида. От векове местното население го използва за лов като освен месото оползотворява кожата и ценните му рога. Кожата се използва за изготвянето на дрехи, а от рогата се приготвят остриета на копия. В периода 1969 - 1977 г. в американския щат Ню Мексико са интродуцирани 93 антилопи. Поради липсата на естествени врагове бързо популацията достига до 3000 индивида.